# Hina Sugita
Hina Sugita (jap. 杉田 妃和, Sugita Hina; * 31. Januar 1997 in Kitakyushu) ist eine japanische Fußballnationalspielerin.

## Karriere

### Verein
Sie begann ihre Karriere bei INAC Kōbe Leonessa.

### Nationalmannschaft
Mit der japanischen U-17-Nationalmannschaft qualifizierte sie sich für die U-17-Weltmeisterschaft der Frauen 2012 und 2014. Mit der japanischen U-20-Nationalmannschaft qualifizierte sie sich für die U-20-Weltmeisterschaft der Frauen 2016.
Sugita absolvierte ihr erstes Länderspiel für die japanische Nationalmannschaft am 2. August 2018 gegen Australien.
Am 13. Juni 2023 wurde sie für die WM-Endrunde nominiert. Bei der WM, die für die Japanerinnen mit einer Viertelfinalniederlage gegen Schweden endete, wurde sie in drei der fünf Spielen ihrer Mannschaft eingesetzt.

## Errungene Titel

### Mit der Nationalmannschaft
- U-17-Weltmeisterschaft: 2014

### Persönliche Auszeichnungen
- U-17-Weltmeisterschaft Beste Spielerin: 2014
- U-20-Weltmeisterschaft Beste Spielerin: 2016